# لحدار
 لحضر (بالإنجليزية: LAHDAR) هي جماعة قروية تابعة لإقليم آسفي ضمن جهة دكالة عبدة بالمغرب.  بلغ مجموع عدد سكان لحدار  حسب إحصاءات 2004  حوالي 12945 نسمة  يعيشون في 2052 أسرة.